# متغیرهای مزدوج (ترمودینامیک)
در علم ترمودینامیک برای توصیف انرژی داخلی یک سیستم از زوج متغیرهایی چون دما و آنتروپی یا حجم و فشار استفاده می‌شود که اصطلاحاً متغیرهای مزدوج یا همیوغ(به انگلیسی: Conjugate variables) نامیده می‌شوند. به طور کلی می‌توان گفت پتانسیل ترمودینامیکی را می‌توان با متغیرهای مزدوج نشان داد.
برخی از مهمترین متغیرهای مزدوج ترمودینامیکی به صورت زیر هستند(در دستگاه SI):
پارامترهای دما:
- دما: T  (K)
- آنتروپی: S  (J K−۱)

پارامترهای مکانیکی:
- فشار: P  (Pa= J m−۳)
- حجم: V  (m۳ = J Pa−۱)

یا به طور کلی تر،
- استرس: {\displaystyle \sigma _{ij}\,} (Pa= J m−۳)
- حجم × کشش: {\displaystyle V\times \varepsilon _{ij}} (m۳ = J Pa−۱)

پارامترهای مواد:
- پتانسیل شیمیایی: μ (J)
- تعداد ذره: N  (تعداد یا مول)